# Personenzentrierung (Bundesteilhabegesetz)
Im Kontext der Politik für Menschen mit Behinderungen ist Personenzentrierung ein Prinzip bei der Feststellung von individuellen Hilfebedarfen der betreffenden Menschen. Ein solcher „Bedarf“ besteht dann, wenn erwünschte und angemessene Teilhabeziele behinderungsbedingt nicht ohne Hilfe erreicht werden können.
Der Begriff Personenzentrierung ist neben den Begriffen Selbstbestimmung und Teilhabe ein Leitbegriff nicht nur in der Behindertenhilfe, sondern auch in der Gemeindepsychiatrie und der Sozialberichterstattung.

## Geschichte des Begriffs und des Konzepts „Personenzentrierung“
Der Begriff „Personenzentrierung“ stellt den Gegenbegriff zu „Institutionenzentrierung“ dar. Lange Zeit wurde eine Unterbringung vor allem von Menschen mit schweren kognitiven Beeinträchtigungen in psychiatrischen „Anstalten“ auch in den Gesellschaften des Westens als unproblematisch empfunden. Das änderte sich vor allem durch die Antipsychiatrie-Bewegung in den USA und mehreren Staaten Westeuropas ab 1955, vor allem durch das Buch Asyle des kanadisch / US-amerikanischen Soziologen Erving Goffman in den späten 1960er Jahren. Die „Anstaltskritik“ seit den 1950er Jahren führte zu Konzepten der Deinstitutionalsierung. „Anstalten“ galten Goffman als „totale Institutionen“, auf die die folgenden Merkmale zuträfen:
- eine Ausgrenzung der „Insassen“ aus der Gesellschaft,
- ein inadäquater Umgang mit dem, was als vermeintliches „Problem“ identifiziert werde,
- die Verhinderung von Erfahrungsmöglichkeiten, die für die individuelle Entwicklung einer Person im Sinne einer „Entfaltung der Persönlichkeit“ erforderlich seien, d. h. Isolation und dadurch Konstruktion von Behinderung,
- Fremdbestimmung,
- struktureller Gewalt ausgesetzt zu sein, sowie
- (bei „Insassen“ mit kognitiven Einschränkungen) die Zuschreibung des Merkmals „behindert“, was zu einer reduktionistischen Sichtweise auf die Person und zu deren Stigmatisierung führe.[4]

Stefan Doose, Professor für Integration und Inklusion an der Fachhochschule Potsdam, beansprucht für sich, die Idee einer Persönlichen Zukunftsplanung nach einem Studienaufenthalt in den USA 1994 in den deutschsprachigen Raum „mitgebracht“ zu haben. Den Begriff Persönliche Zukukunftsplanung habe er als Übersetzung des englischen Begriffs „person centered planning“ gewählt, der in den USA Ende der 1980er Jahre entstanden sei, da ihm die wörtliche Übersetzung: „personenzentrierte Planung“ als „zu technisch“ erschienen sei. In den USA habe das Konzept des „person centred planning“ eine Vielzahl methodischer Planungsansätze umfasst, „um mit Menschen mit und ohne Beeinträchtigung über ihre Zukunft nachzudenken, eine Vorstellung von einer erstrebenswerten Zukunft zu entwickeln, Ziele zu setzen und diese mit Hilfe eines Unterstützungskreises Schritt für Schritt umzusetzen.“
Der Begriff Personenzentrierung wurde (als wörtliche Übersetzung von „person centration“) im Jahr 2005 im deutschsprachigen Raum zunächst auf das System psychiatrischer Hilfen angewandt. Der personzentrierte Ansatz wurde von dem amerikanischen Psychologen Carl Rogers entwickelt und u. a. von Marlis Pörtner, einer Schweizer Psychologin und Psychotherapeutin, auf die Arbeit von Menschen mit Behinderung übertragen und weiterentwickelt.
Pörtner beschrieb 2019 die von ihr entwickelte personzentrierte Arbeitsweise anhand des „Alltag[s] sozialer Institutionen“, d. h. von „Einrichtungen für Menschen mit geistiger Behinderung, für alte und pflegebedürftige Menschen, psychiatrische Kliniken, usw. – also im weitesten Sinne für Menschen, die in irgendeiner Form Betreuung brauchen“.
Der personenzentrierte Ansatz wurde in mehreren Ländern zum Assesment-Instrument in Integrierten Behandlungs- und Rehabilitationsplänen weiterentwickelt sowie in Integrierten Teilhabeplänen für Menschen mit unterschiedlichen Behinderungsformen verwendet. In Hessen und Thüringen wurde er bei der Erprobung personenbezogener Finanzierungsmodelle angewandt.

## Bedeutung für die deutsche Behindertenpolitik
Im September 2008, also noch vor der Unterzeichnung des Übereinkommens über die Rechte von Menschen mit Behinderungen der Vereinten Nationen durch Deutschland, gab der Bundesverband evangelische Behindertenhilfe (BeB) gemeinsam mit dem Diakonischen Werk der Evangelischen Kirche Deutschlands (EKD) ein Positionspapier mit dem Titel Personenorientierte Teilhabeförderung durch Werkstätten für behinderte Menschen (WfbM) heraus. Am Inhalt des Papiers hätte sich nichts geändert, wenn statt des Begriffs „Personenorientierung“ dort der Begriff „Personenzentrierung“ gestanden hätte.
Seit 2013 ist in Deutschland das Prinzip der Personenzentrierung eine tragende Säule der Behindertenpolitik. Zu Beginn der Amtszeit des Kabinetts Merkel III vereinbarten die Regierungsparteien CDU, CSU und SPD, den Rechtsstatus von Menschen mit Behinderung durch ein Bundesteilhabegesetz auf eine neue Grundlage zu stellen. Die Koalitionspartner erläuterten ihre Ziele mit den Worten: „Wir wollen die Menschen, die aufgrund einer wesentlichen Behinderung nur eingeschränkte Möglichkeiten der Teilhabe am Leben in der Gemeinschaft haben, aus dem bisherigen „Fürsorgesystem“ herausführen und die Eingliederungshilfe zu einem modernen Teilhaberecht weiterentwickeln. Die Leistungen sollen sich am persönlichen Bedarf orientieren und entsprechend eines bundeseinheitlichen Verfahrens personenbezogen ermittelt werden. Leistungen sollen nicht länger institutionenzentriert, sondern personenzentriert bereitgestellt werden. Wir werden das Wunsch- und Wahlrecht von Menschen mit Behinderung im Sinne der UN-Behindertenrechtskonvention berücksichtigen. Menschen mit Behinderung und ihre Verbände werden von Anfang an und kontinuierlich am Gesetzgebungsprozess beteiligt.“
Von zentraler Bedeutung im deutschen Behindertenrecht sind die Bestimmungen über die Eingliederungshilfe im SGB IX. Die Verantwortung für eine bedarfsdeckende und personenzentrierte Eingliederungshilfe liegt demnach bei den Ländern und bei den Trägern der Eingliederungshilfe. Der Auftrag aus § 95 SGB IX (neue Fassung) verpflichtet die Träger der Eingliederungshilfe, „eine personenzentrierte Leistung […] sicherzustellen“. Zur Erfüllung des Sicherstellungsauftrages schließen sie Leistungsvereinbarungen mit Leistungserbringern ab.
Dem Glossar zum Landesrahmenvertrag Nordrhein-Westfalen zum Bundesteilhabegesetz zufolge enthält der Begriff Personenzentrierung vier Kernelemente:
- die Orientierung am Willen des Leistungsberechtigten,
- Transparenz und Beteiligung,
- die vollständige Wahrnehmung und Berücksichtigung der Lebenslage und
- eine bedarfsdeckende Hilfe „wie aus einer Hand“.[13]

Am 7. November 2022 fand eine von der SPD-Bundestagsfraktion organisierte Konferenz statt, an der ca. 200 Mitglieder von Werkstatträten in Deutschland teilnahmen. Ein zentrales Thema war die Umsetzung des Prinzips der Personenzentrierung in Werkstätten für behinderte Menschen. Die Werkstatträte berichteten, dass „etwa 30 Prozent der Werkstattbeschäftigten […] sich eine Arbeit auf dem allgemeinen Arbeitsmarkt gut vorstellen“ könnten. „Die Betroffenen sollen selbst entscheiden, ob sie in einer WfbM oder in der freien Wirtschaft arbeiten möchten;“ dazu bedürfe es gesetzlicher Modernisierungen. Gefordert wurden auch „richtige Ausbildungsberufe in Werkstätten, die den Übergang auf den allgemeinen Arbeitsmarkt erleichtern.“

## Anwendungsformen des Prinzips der Personenzentrierung
„Personenzentrierung“ impliziert einen Transformationsprozess auf verschiedenen gesellschaftlichen Ebenen: zunächst auf der Makroebene der Sozialpolitik als eine neue Deutung der Leistungssteuerung und -organisation. Der Prozess schließt zugleich die Mesoebene der Institutionen, der korporativen Akteure mit ein, indem die Steuerungs- und Organisationsebene maßgeblich auch die Form der Erbringung sozialer Dienstleistungen beinhaltet. Auch auf der Mikroebene, der Ebene der einzelnen Menschen mit Behinderung, ist „Personenzentrierung“ ein Diskursgegenstand, indem der betroffene Mensch als Subjekt betrachtet, aktiviert und zum selbstbestimmten Handeln empowert werden soll.

## Verfahren der Bedarfsermittlung nach dem Bundesteilhabegesetz
Wichtig für eine Teilhabeplanung, die den Vorgaben des „Übereinkommens über die Rechte von Menschen mit Behinderungen“ gerecht wird, ist die Beachtung von dessen Definition des Begriffs „Behinderung“ in Art. 1 Satz 2. Zu den Menschen mit Behinderungen gehören demnach „Menschen, die langfristige körperliche, seelische, geistige oder Sinnesbeeinträchtigungen haben, welche sie in Wechselwirkung mit verschiedenen Barrieren an der vollen, wirksamen und gleichberechtigten Teilhabe an der Gesellschaft hindern können.“ Im ersten Teil des Relativsatzes (beginnend mit dem Wort „die“) wird auf das Medizinische Modell von Behinderung Bezug genommen, demzufolge ein Mensch in den Kategorien der Wissenschaften Medizin oder Psychologie diagnostizierbare Beeinträchtigen „hat“ bzw. „zu haben droht“. Zur Findung einer Diagnose von Beeinträchtigungen werden dabei in der Regel Instrumentarien wie die Internationale statistische Klassifikation der Krankheiten und verwandter Gesundheitsprobleme (ICD) angewandt. Im SGB IX ist die Anwendung dieses Verfahrens durch § 118 Abs. 1 Satz 2 SGB IX vorgeschrieben: „Die Ermittlung des individuellen Bedarfes des Leistungsberechtigten muss durch ein Instrument erfolgen, das sich an der Internationalen Klassifikation der Funktionsfähigkeit, Behinderung und Gesundheit orientiert.“
Der mit der Phrase „in Wechselwirkung mit“ beginnende Teil des Relativsatzes in Art. 1 knüpft hingegen an das Soziale Modell von Behinderung an. Hier erscheinen Barrieren in der Umgebung eines (potenziell) Leistungsberechtigten als Ursachen seiner Probleme bei Versuchen, Teilhaberechte wahrzunehmen. Allerdings überschreitet die Aufgabe, die im Gesamtplanverfahren festgestellten Barrieren in der Umwelt mit den für die Beseitigung der Barrieren zuständigen Stellen zu kommunizieren und für ihre Beseitigung zu sorgen, den unmittelbaren Auftrag einer personenzentrierten Gesamtplanung.
Anknüpfend an die objektivierbaren, sich durch seine Beeinträchtigungen dem Anschein nach „von selbst ergebenden“ Bedarfe, werden in Verhandlungen zur Teilhabeplanung auch die Wünsche eines (potenziell) Leistungsberechtigten eingebracht. Diese müssen nicht vollständig in Bewilligungsbescheide einfließen. So bestimmt z. B. § 104 SGB IX zwar in Abs. 1, dass „die Leistungen der Eingliederungshilfe […] sich nach der Besonderheit des Einzelfalles, insbesondere nach der Art des Bedarfes, den persönlichen Verhältnissen, dem Sozialraum und den eigenen Kräften und Mitteln“ bestimmen und dass dabei „auch die Wohnform zu würdigen“ ist; jedoch enthält die unmittelbare Fortsetzung der Aussage die Einschränkung, dass die Teilhabeziele durch die zu bewilligenden Maßnahmen als erreichbar erscheinen müssen. Zudem müssten im Teilhabeplan nur „angemessene“ Wünsche des (potenziellen) Leistungsempfängers berücksichtigt werden (Absatz 2). Laut Abs. 3 könnten auch von den Wünschen des Antragstellers abweichende Lösungen beschlossen werden, wenn diese ihm „zumutbar“ seien.
Als Ergebnis seiner Untersuchungen zum Stand der Umsetzung des BTHG in Länderrecht im Auftrag des Behindertenbeauftragten des Landes Bremen stellte Michael Beyerlein 2021 fest, dass in den untersuchten Landesrahmenverträgen „oft zu Beginn darauf hingewiesen“ werde, „dass Menschen mit Behinderungen an der Erarbeitung mitgewirkt haben. Auch bei den in allen Verträgen verankerten Vertragskommissionen zur Weiterentwicklung der Verträge wird Menschen mit Behinderung eine Beteiligung zugesprochen, jedoch nirgends ein aktives Stimmrecht.“ Da die Interessenvertretungen der Menschen mit Behinderung keine Vertragsparteien seien, sei deren Mitwirkung bei der Beschlussfassung so zu verstehen, dass sie Gehör fänden und ihnen die Möglichkeit eingeräumt werde, Zustimmung, Kritik oder Ablehnung des Vertrags in geeigneter Weise, z. B. in Form einer Anlage zu Gehör zu bringen.

## Kritik

### Unterschiedliche Erfolgserwartungen
Anneke Wiese stellte fest, dass es zwei verschiedene Diskurse zum Thema Personenzentrierung bei Menschen mit Behinderung gebe: einerseits einen „Kapazitätendiskurs“, der einen monetären Sachzwang konstruiere, andererseits einen „emanzipatorisch-bürger*innenrechtliche[n] Diskurs“, der die Nicht-Passung des gegenwärtigen Hilfesystems mit menschenrechtlichen Ansprüchen, wie Selbstbestimmung, Teilhabe und Inklusion thematisiere. Nach Ansicht der Autorin müsse sich in der Praxis noch zeigen, ob die Rechnung aufgehe, der zufolge Personenzentrierung gleichzeitig zwei Wirkungen entfalten werde, indem
- sowohl bedarfsgerechtere und effizientere Leistungen organisiert, Leistungsberechtigte zur Mitwirkung aktiviert und mittels Finanzierungskonzept damit Kosten gespart würden,
- als auch ein Selbstbestimmungskonzept entstehe, das Leistungsberechtigte „aus paternalistisch-fürsorglichen Strukturen befreit und sie als Expert*innen ihrer eigenen Teilhabebedarfe ernst nimmt.“[20]

### Schwierigkeiten bei der Überwindung institutionenzentrierten, „fürsorglichen“ Denkens und Handelns

#### Formulierungen in juristischen Texten
Noch 2021 betonte die Bundesagentur für Arbeit in ihren „Fachlichen Weisungen Reha/SB Neuntes Buch Sozialgesetzbuch – SGB IX § 55 SGB IX“, dass zur Zielgruppe von Fördermaßnahmen der „Unterstützten Beschäftigung“ im Sinne des § 55 SGB IX „nicht Menschen mit Behinderungen [zählen], die werkstattbedürftig im Sinne des § 219 SGB IX sind.“ Der genannte Paragraph bestimmt, dass der „Übergang geeigneter Personen auf den allgemeinen Arbeitsmarkt“ gefördert werden solle. Ob jemand (nicht) „werkstattbedürftig“ ist, wird durch eine „Eignungsabklärung“ durch Experten festgestellt. Denn laut § 112 SGB III ist bei Maßnahmen zur Teilhabe am Arbeitsleben generell „die berufliche Eignung abzuklären oder eine Arbeitserprobung durchzuführen.“ Wünsche eines als „werkstattbedürftig“ Diagnostizierten spielen in diesem Zusammenhang keine Rolle.
Das Verfahren der Einteilung von Menschen beschreibt Hans Peter Schell: „Werkstätten sind […] Einrichtungen zur beruflichen Eingliederung derjenigen behinderten Menschen, die am Arbeitsleben teilhaben können, zu ihrer beruflichen Eingliederung aber auf diese besonderen Einrichtungen angewiesen sind ("Werkstattbedürftigkeit"). Werkstätten sind dagegen keine Einrichtungen zur Eingliederung derjenigen behinderten Menschen, für die andere Maßnahmen der beruflichen Rehabilitation wie betriebliche oder außerbetriebliche Ausbildungsmaßnahmen auf dem allgemeinen Arbeitsmarkt oder in Einrichtungen wie Berufsbildungswerken oder Berufsförderungswerken in Betracht kommen. Sie sind auch keine Einrichtungen zur Beschäftigung derjenigen schwerbehinderten Menschen, die eine Beschäftigung auf dem allgemeinen Arbeitsmarkt ausüben können, aber aus konjunkturellen Gründen dort jedoch zeitweise oder dauerhaft keinen Arbeitsplatz finden.“ Die gemeinten schwerbehinderten Menschen haben in der Logik der Juristen, die die Texte verfasst haben, keinen Einfluss darauf, mit welchen Etiketten sie versehen werden.

#### Beziehung zwischen Leistungsträgern und Leistungserbringern einerseits sowie Leistungsempfängern andererseits
Matthias Rösch, Beauftragter des Landes Rheinland-Pfalz für die Belange von Menschen mit Behinderungen seit 2013, stellte 2022 über das Bundesteilhabegesetz resümierend fest, dass es zwar viele Verbesserungen für Menschen mit Behinderung mit sich gebracht habe, aber dass Leistungsträger und Leistungserbringer „doch noch sehr im Gedanken der Fürsorge geblieben“ seien.
Für professionelle Assistenzleistungen gegenüber Menschen mit Behinderungen sind in Deutschland Heilerziehungspfleger ausgebildet. Ihnen stehen für die Behandlungspflege Gesundheits- und Krankenpfleger zur Seite. Raúl Aguayo-Krauthausen, ein bekannter Aktivist, hält die Beibehaltung des Begriffs „Heilerziehungspflege“ für problematisch. Seine Kritik fasst er in dem Satz: „Ich als Mensch mit Behinderung möchte weder geheilt, noch erzogen, noch gepflegt werden.“ zusammen.
- Denn zwar beziehe sich der erste Wortbestandteil („Heil-“) auf das griechische Wort „holos“ (im Sinne von „ganzheitlich“), aber oft werde der Wortbeginn im Sinne von „heilen“ aufgefasst. Zumindest teilweise heilbar seien aber nur die Beeinträchtigungen derjenigen, die im Sinne von § 2 Abs. 1 SGB IX von Behinderung nur „bedroht“ sind, bei denen der Versuch einer Rehabilitation im engeren Wortsinn also noch Erfolg versprechend sei, nicht aber bei Menschen mit einer dauerhaft bestehenden Behinderung.
- Eine Legitimation zur „Erziehung“ von Erwachsenen hätten, so Krauthausen, in demokratischen Rechtsstaaten nur Bedienstete in Justizvollzugsanstalten.
- Betroffene brächten Pflegetätigkeiten oftmals mit dem Motto auf den Punkt: „Hauptsache satt, sauber, trocken“. Der behinderte Mensch erscheine hierbei passiv. Allerdings sei die Grundidee vom Umgang mit behinderten Menschen, die Hilfe bei alltäglichen Tätigkeiten benötigten, so viel Selbständigkeit wie möglich auch im hygienischen Bereich zu erhalten oder zu entwickeln.

Verstörend sei für Krauthausen auch die oft in Gesprächen mit Heilerziehungspflegern zum Vorschein kommende Grundeinstellung ihrem Beruf gegenüber: Sie erzählten immer wieder, wie befriedigend dieser Beruf sei, wie gut es sich anfühle, gebraucht zu werden und helfen zu können – und wie sehr die Dankbarkeit der behinderten Menschen die Anstrengungen im Job vergessen lasse. „Viel zu oft“ gehe es um die guten Gefühle, die Heilerziehungspflegende empfänden. Zu selten liege der Fokus bei den Menschen mit Behinderung. Dass positive Gefühle bei professionellen, für ihre Arbeit bezahlten Assistenz Leistenden durch die Hilfsbedürftigkeit und Dankbarkeit der zu versorgenden Menschen entstünden, zeige die Hartnäckigkeit des „Fürsorge“-Paradigmas.
Auch auf dem Fachtag „Inklusives Arbeiten – Vom Rechtsanspruch in die Realität“, der vom Deutschen Paritätischen Wohlfahrtsverband am 25. Oktober 2022 in Berlin durchgeführt wurde, wurde die „fest im System der Teilhabeleistungen verankerte Institutionenzentrierung“ kritisiert. Es bestand unter den Tagungsteilnehmern Einigkeit darüber, dass es zur Durchsetzung neuer Angebote zur Förderung von Menschen mit Behinderung im Arbeitsleben vorrangig erforderlich sei, diese Institutionenzentrierung zu überwinden. „Notwendig wäre stattdessen eine verlässliche Koppelung der Nachteilsausgleiche in individuell angepasster Höhe an die Person. Nicht Vorbehalte bei Unternehmen, behinderte Menschen einzustellen, seien das Hauptproblem, sondern die Notwendigkeit, Menschen mit Behinderung bei Antragstellung, Vermittlung und Begleitung gut zu unterstützen.“

### „Personenzentrierung“ als bloßes Schlagwort
Im Jahr 2016 warnte Markus Schäfers vor der Gefahr, dass der fachwissenschaftlich begründete Reformbegriff Personenzentrierung, der sich gegen eine bürokratische Verobjektivierung des Subjekts und eine Institutionalisierung von Behinderung im sozialrechtlichen Verfahren der Leistungsgewährung richte, in der sozialpolitischen Diskussion dazu benutzt werde, rechtliche Verfeinerungen des Verwaltungsverfahrens zu legitimieren. Im Ergebnis werde es nicht zu einer De-Institutionalisierung, sondern zu einer Re-Institutionalisierung der Lebensverhältnisse von Menschen mit Behinderungen kommen.